# Referendum in Ungarn über den Beitritt zur Europäischen Union

EU-Osterweiterung 2004:

Am 12. April 2003 wurde ein Referendum in Ungarn über den Beitritt des Landes zur Europäischen Union abgehalten. Bei einer Wahlbeteiligung von 45,6 Prozent stimmten 83,8 Prozent der Abstimmenden dem EU-Beitritt zu, der dann im Rahmen der EU-Osterweiterung 2004 erfolgte.

## Vorgeschichte
Nach dem Zerfall der Sowjetunion und des Ostblocks nach 1989 begann sich Ungarn in Richtung Westeuropa zu orientieren. 1993 luden die Vertreter der EU-Mitgliedsstaaten auf dem EU-Gipfeltreffen in Kopenhagen die ehemaligen Ostblockstaaten offiziell dazu ein, der EU beizutreten, sofern die notwendigen Bedingungen hierfür erfüllt seien. Die EU stellte Gelder und Hilfsprogramme bereit, die die ehemaligen Ostblockstaaten dabei unterstützen sollten, ihre Wirtschaftssystem an EU-Standards anzugleichen. Im März 1998 begannen die Beitrittsverhandlungen mit 6 Staaten (Tschechische Republik, Estland, Ungarn, Polen, Slowenien und Zypern). Bis Dezember 2002 waren diese Verhandlungen abgeschlossen und im April 2003 wurden entsprechende Beitrittsverträge mit den Beitrittskandidaten, darunter Ungarn, unterzeichnet.
Alle größeren Parteien Ungarns sprachen sich für die Abhaltung eines Referendums über die EU-Mitgliedschaft aus. Das Ergebnis des Referendums sollte einen bindenden Charakter haben. Die gesetzlichen Voraussetzungen für die Abhaltung von Volksabstimmungen waren mit einer Verfassungsreform 1997 in Ungarn genau festgelegt worden. Demnach musste das Parlament bei einem Referendum zuvor festlegen, ob dieses bindenden oder nur konsultativen Charakter haben sollte. Für die Gültigkeit eines Referendums war eine Wahlbeteiligung von mindestens 50 Prozent notwendig. Wurde diese nicht erreicht, konnte das Referendum trotzdem gültig sein, wenn mindestens 25 % der Wahlberechtigten mit „Ja“ gestimmt hatten. Vor 1997 war eine strikte 50 %-Mindestwahlbeteiligung notwendig gewesen.
Zu den grundsätzlichen Befürwortern der EU-Mitgliedschaft gehörten alle vier im Parlament vertretenen Parteien (die regierenden Sozialisten und der Bund Freier Demokraten, sowie die oppositionellen Parteien Fidesz und Ungarisches Demokratisches Forum). Die beiden konservativen Parteien, insbesondere Fidesz unter Viktor Orbán, waren jedoch merklich EU-skeptischer als die Regierungsparteien. Gewerkschaften und Unternehmerverbände sprachen sich ebenfalls für die Mitgliedschaft aus. Die kommunistische Ungarische Arbeiterpartei revidierte ihr anfängliches „Nein“ zur EU-Mitgliedschaft und begründete dies damit, dass die EU besser von innen heraus reformiert werden könne. Die rechtsextreme Ungarische Wahrheits- und Lebenspartei sprach sich deutlich gegen die EU-Mitgliedschaft aus. Umfragen zeigten, dass die Hauptsorgen der Wähler vor allem die Fragen Arbeitsplatzsicherheit, Preisstabilität, Höhe der Renten und Löhne etc. betrafen. Zum Teil wurde auch die Frage nach dem Verlust an Souveränität gestellt.

## Frage des Referendums
Die auf den Stimmzetteln gestellte Frage lautete:

„Egyetért-e azzal, hogy a Magyar Köztársaság az Európai Unió tagjává váljon?“

„Stimmen Sie zu, dass Ungarn Mitglied der Europäischen Union werden soll?“

Die Frage war mit Igen/Nem (Ja/Nein) zu beantworten.

## Ergebnisse

Kartografische Darstellung der Ergebnisse (Prozent „Ja“-Stimmen). In jedem Komitat ergab sich eine Zustimmung von über 80 %

Wahlbeteiligung nach Komitaten

Bei der Abstimmung waren 8.042.272 Personen als wahlberechtigt registriert. Davon beteiligten sich 3.669.252 (45,62 %). 3.648.717 Stimmen (99,4 %) waren gültig. Von diesen stimmten 3.057.027 mit „Ja“ und 592.690 mit „Nein“. Bezogen auf die Zahl der Wähler waren dies 83,8 % und 16,2 %, bezogen auf die Zahl der Wahlberechtigten 38,0 und 7,4 %.
| Komitat                | Ja      | Nein    | Wahl- beteiligung | Gültige Stimmen | Ungültige Stimmen % |
| ---------------------- | ------- | ------- | ----------------- | --------------- | ------------------- |
| Budapest               | 82,50 % | 17,50 % | 56,18 %           | 55,94 %         | 0,25 %              |
| Pest                   | 80,63 % | 19,37 % | 46,08 %           | 45,87 %         | 0,21 %              |
| Fejér                  | 84,65 % | 15,35 % | 45,11 %           | 44,94 %         | 0,17 %              |
| Komárom-Esztergom      | 85,41 % | 14,59 % | 47,32 %           | 47,15 %         | 0,17 %              |
| Veszprém               | 84,17 % | 15,83 % | 48,17 %           | 47,93 %         | 0,23 %              |
| Győr-Moson-Sopron      | 85,16 % | 14,84 % | 50,53 %           | 50,31 %         | 0,21 %              |
| Vas                    | 85,05 % | 14,95 % | 50,42 %           | 50,18 %         | 0,24 %              |
| Zala                   | 84,25 % | 15,75 % | 43,36 %           | 43,18 %         | 0,19 %              |
| Baranya                | 87,78 % | 12,22 % | 48,67 %           | 48,46 %         | 0,20 %              |
| Somogy                 | 82,66 % | 17,34 % | 42,25 %           | 42,08 %         | 0,17 %              |
| Tolna                  | 83,02 % | 16,98 % | 43,52 %           | 43,30 %         | 0,22 %              |
| Borsod-Abaúj-Zemplén   | 86,32 % | 13,68 % | 41,89 %           | 41,69 %         | 0,21 %              |
| Heves                  | 84,89 % | 15,11 % | 44,73 %           | 44,47 %         | 0,26 %              |
| Nógrád                 | 85,46 % | 14,54 % | 42,95 %           | 42,73 %         | 0,22 %              |
| Hajdú-Bihar            | 84,39 % | 15,61 % | 36,83 %           | 36,63 %         | 0,20 %              |
| Jász-Nagykun-Szolnok   | 83,29 % | 16,71 % | 40,13 %           | 39,85 %         | 0,28 %              |
| Szabolcs-Szatmár-Bereg | 87,90 % | 12,10 % | 36,19 %           | 36,03 %         | 0,16 %              |
| Bács-Kiskun            | 80,65 % | 19,35 % | 38,52 %           | 38,28 %         | 0,24 %              |
| Békés                  | 83,27 % | 16,73 % | 40,93 %           | 40,63 %         | 0,30 %              |
| Csongrád               | 83,45 % | 16,55 % | 42,13 %           | 41,84 %         | 0,29 %              |
| Ungarn gesamt          | 83,76 % | 16,24 % | 45,59 %           | 45,37 %         | 0,22 %              |

## Bewertung
Das ungarische EU-Referendum war das dritte (nach den Abstimmungen in Malta und Slowenien) und das erste, das in einem bevölkerungsstärkeren Beitrittsland abgehalten wurde. Die Zustimmung zum EU-Beitritt war mit über 80 Prozent landesweit durchgehend sehr hoch, jedoch war die Wahlbeteiligung außerordentlich niedrig. Mit nur 45,6 Prozent lag sie mehr als 10 Prozentpunkte unter der Wahlbeteiligung bei der letzten Parlamentswahl 2002. Die Wahlbeteiligung war die niedrigste von allen Volksabstimmungen, die 2003 in den Beitrittskandidaten-Staaten abgehalten wurden. Das Referendum war trotz der Wahlbeteiligung unter 50 % gültig, weil mehr als ein Viertel der Wahlberechtigten mit „Ja“ gestimmt hatten. Wahlanalysen zeigten, dass Fidesz-Anhänger deutlich stärker mit Nein gestimmt hatten als Anhänger der Sozialisten. Jedoch ergab eine Umfrage nach der Abstimmung, dass eine große Mehrheit der Befragten (darunter auch die Fidesz-Anhänger) mit dem Ausgang der Abstimmung letztlich zufrieden war.
Am 1. Mai 2004 trat Ungarn der Europäischen Union bei.